# Mark Hatfield
Mark Odom Hatfield, född 12 juli 1922 i Dallas, Oregon, död 7 augusti 2011 i Portland, Oregon, var en amerikansk republikansk politiker. Han var guvernör i delstaten Oregon 1959–1967. Han representerade Oregon i USA:s senat 1967–1997.
Hatfield utexaminerades 1943 från Willamette University. Han deltog i andra världskriget i USA:s flotta och studerade sedan vidare vid Stanford University. Han undervisade därefter i statsvetenskap vid Willamette University. Han var delstatens statssekreterare (Oregon Secretary of State) 1957–1959. Hatfield gifte sig 1958 med Antoinette Kuzmanich och paret fick fyra barn.
Hatfield efterträdde 1959 Robert D. Holmes som guvernör i Oregon. Han hade uppdraget som keynote speaker på republikanernas konvent inför presidentvalet i USA 1964. Partiet nominerade Barry Goldwater som förlorade stort mot Lyndon B. Johnson. Guvernör Hatfield profilerade sig 1966 som motståndare till Johnsons krigspolitik men han förklarade att hans stöd till de amerikanska trupperna var utan förbehåll. Alla andra guvernörer utom Hatfield enades i ett utlåtande som stödde Johnsons politik i Vietnamkriget, ett krig som vid den tidpunkten åtnjöt stort stöd i opinionsmätningarna. Hatfield efterträddes 1967 som guvernör av Tom McCall.
Hatfield besegrade kongressledamoten Robert B. Duncan i senatsvalet 1966 och han efterträdde 1967 Maurine Neuberger som senator. Han omvaldes 1972, 1978, 1984 och 1990. Tillsammans med demokraten George McGovern krävde Hatfield 1970 att alla amerikanska trupper dras hem från Vietnam. Hatfield röstade 1990 emot Kuwaitkriget. Han efterträddes 1997 som senator av Gordon Smith.